# Prachthäher
Der Prachthäher (Garrulus lidthi, japanisch 瑠璃橿鳥 Rurikakesu) ist ein Singvogel aus der Familie der Rabenvögel (Corvidae), der auf einigen der japanischen Amami-Inseln verbreitet ist. Er wird als gefährdet eingestuft und steht unter Schutz.

## Merkmale
Das Gefieder ist an Kopf, Flügeln und Steuerfedern dunkelblau und rostrot am Rumpf. Der Schnabel ist an der Spitze weißlich bis elfenbeinfarben und graubläulich an der Basis. Stirn und Zügel sind bläulich schwarz. Die Spitzen der Flügel und Steuerfedern sind weiß gefärbt, und auch am Hals finden sich weiße Sprenkel. Die Kopf-Rumpf-Länge des Prachthähers beträgt bei adulten Tieren durchschnittlich 38 Zentimeter. Die Steuerfedern sind bei Weibchen bis zu 18,1 und bei Männchen bis 16,5 Zentimeter lang.

## Lebensweise
Der Prachthäher ist tagaktiv. Er lebt vorzugsweise in dichten subtropischen, immergrünen Wäldern und Nadelwäldern, kommt aber auch an Waldrändern, auf Landwirtschaftsflächen oder in Gärten vor. Er gibt wie andere Rabenvögel laute, kreischende Rufe von sich und fliegt auch in kleinen Schwärmen. Seine Nahrung besteht vorzugsweise aus Eicheln und anderen Nussfrüchten von Bäumen wie der Blauen Japanischen Eiche Quercus glauca, des Pasania-Baums bzw. Shii-Baums Castanopsis cuspidata (die Scheinkastanie Castanopsis cuspidata) und des Itajii-Baums Castanopsis sieboldii (Scheinkastanie Castanopsis sieboldii). Wenn diese Nahrungsquelle erschöpft ist, sucht der Prachthäher oft Landwirtschaftsflächen auf. Zu seiner Nahrung zählen neben Früchten und Samen beispielsweise Süßkartoffeln, Wirbellose wie Insekten und Spinnen, aber auch Reptilien wie die Habuschlange. Das Vorhandensein von Baumfrüchten in ausreichender Menge ist für den Bruterfolg der Art entscheidend. Der Prachthäher nistet in Baumhöhlen. Die Brutzeit geht von Ende Januar bis Mai. Die Gelege umfassen durchschnittlich vier Eier.

## Verbreitungsgebiet
Der Prachthäher ist auf den japanischen Amami-Inseln endemisch. Dort kommt er auf der Hauptinsel Amami-Ōshima sowie auf Kakeroma-jima, Ukeshima, Yoroshima und Edateku-jima vor. Auf Tokunoshima ist die Art vermutlich ausgestorben.

## Gefährdung und Schutz
Die International Union for Conservation of Nature (IUCN, „Weltnaturschutzunion“) stuft die Art als gefährdet ein und den Populationstrend als abnehmend. Auf der nationalen Roten Liste gefährdeter Arten Japans von 2020 wird die Art dagegen nicht aufgeführt, steht jedoch unter gesetzlichem Schutz. Die Inseln Amami-Ōshima, Tokunoshima, Iriomote und der nördliche Teil der Insel Okinawa stehen seit 2021 auf der Liste des UNESCO-Weltnaturerbes. Ein Schutzgebiet wurde um den Yuwan-dake auf Amami-Ōshima ausgewiesen. Es ist Teil des seit 2017 bestehenden Amamiguntō-Nationalparks. Neben der Bekämpfung von invasiven Arten werden dort auch Nistkästen aufgestellt. Der Prachthäher ist zudem seit dem 3. März 1921 in der Präfektur Tokio als Naturdenkmal ausgewiesen. Dort gibt es ein Zuchtprogramm im Ueno-Zoo.
Der Bestand der Art wurde in den 1970er Jahren auf etwa 5800 Tiere geschätzt, hat jedoch vermutlich seitdem abgenommen. Eine Bedrohung stellen Krähen, Schlangen und Säugetiere wie der eingeführte Goldstaubmungo dar, die Eier und Jungvögel fressen. Der Goldstaubmungo wurde 1979 auf Amami-Ōshima eingeführt, um die dort verbreiteten Habuschlangen und eingeschleppten Hausratten zu bekämpfen. Die Bedrohung durch ihn für den Prachthäher ist durch seine Bekämpfung zurückgegangen, dagegen nahm jedoch möglicherweise durch einen Anstieg an Müll die Anzahl von Dschungelkrähen auf Amami-Ōshima eine Zeit lang zu.

## Prachthäher und Mensch
Der Prachthäher ist seit 1965 der Präfekturvogel von Kagoshima und damit ein Symbol der Präfektur.

## Systematik
Der Prachthäher (Garrulus lidthi) ist eine Art der Rabenvögel aus der Gattung Garrulus. Er wurde 1850 von dem italienischen Zoologen Charles L. J. L. Bonaparte wissenschaftlich erstbeschrieben. Die Art benannte er zu Ehren des niederländischen Zoologen Theodoor Gerard van Lidth de Jeude. Schwesterarten sind der Eichelhäher (Garrulus glandarius) und der Strichelhäher (Garrulus lanceolatus). Ersterer findet sich mit ausgeprägten geographischen Variationen von Nordafrika über Europa bis nach Ostasien, wo er auch in Japan vorkommt. Der Strichelhäher ist dagegen nur im Himalaya verbreitet, ist jedoch näher mit dem Prachthäher verwandt. Ihr gemeinsamer Vorfahr hatte vermutlich ein deutlich größeres Verbreitungsgebiet als die beiden Arten heute. Darauf deuten auch fossile Funde des Prachthähers auf der Insel Okinawa aus dem späten Pleistozän hin.